# أحمد فكاك البدراني
أحمد فكاك أحمد حمد البدراني هو سياسي وأكاديمي عراقي، يشغل منصب وزير الثقافة العراقي في حكومة محمد شياع السوداني. حاصل على شهادة البكالوريوس عام (1993) والماجستير عام (1997) والدكتوراه عام (2002) في التاريخ السياسي الحديث من جامعة الموصل.